# Trinidadi viharmadár
A trinidadi viharmadár (Pterodroma arminjoniana) a madarak (Aves) osztályának a viharmadár-alakúak (Procellariiformes) rendjébe, ezen belül a viharmadárfélék (Procellariidae) családjába tartozó faj.

## Előfordulása
Ausztrália, Brazília, a Cook-szigetek, Francia Polinézia, Új-Kaledónia és Tonga területén honos. Kóborlásai során eljut Argentínában, Portugáliában és Puerto Ricóban. Jelenléte Mauritiuson bizonytalan. Chiléből kihalt.

## Megjelenése
Testhossza 35–39 centiméter. Szárnyfesztávolsága 88–102 centiméter.

## Természetvédelmi állapota
A fészkelő madarakat a patkányok és a macskák fenyegetik. Az IUCN vörös listáján a sebezhető kategóriába sorolja.